# Brûleur d'encens en céladon avec couvercle en forme de lion
Le brûleur d'encens en céladon avec couvercle en forme de lion est l'un des Trésors nationaux de la Corée du Sud, le n°60.
Si les brûleurs d'encens étaient généralement fabriqués en métal,  l'avancée des techniques permit l’utilisation du céladon,  notamment  par la céramique de Goryeo. Nombre d'entre eux avaient des couvercles décorés d'animaux, soit des animaux réels comme des lions, des canards, soit des créatures imaginaires comme des dragons ou des qilins (ou kirin).  Les récipients de Sanggyeong en céladon de (en forme de personnes, de plantes ou d'animaux) ont été principalement produits au XIIe siècle, à l'apogée du céladon de Goryeo.
Le couvercle de ce brûleur d'encens a la forme d'un lion, considéré comme le protecteur dans le bouddhisme, et qui apparaît fréquemment dans les pagodes, sur les lanternes et autres instruments de cérémonie bouddhistes. Ce lion présente des caractéristiques très particulières : sa patte droite repose sur un chintamani (bijou magique bouddhique) et une cloche est suspendue à son poitrail ; les pupilles de ses yeux larges et fixes sont assombries par un vernis brun ; ses oreilles sont repliées vers le bas et sa queue est enroulée sur son dos. 
Ce brûleur d’encens présente des points communs avec celui décrit en 1124 dans Xuanhe Fengshi Gaoli Tujing (宣和奉使高麗圖經), par Xu Jing (徐兢), un envoyé de la dynastie Song, on peut donc dire qu’il est représentatif d’une époque,